# Šťavnatka žlutolemá
Šťavnatka žlutolemá (Hygrophorus chrysodon), jinak také šťavnatka žlutolupenná či šťavnatka zlatozubá, je druh houby z čeledi šťavnatkovité (Hygrophoraceae).

## Znaky
Klobouk dorůstá 2,5-8 cm v průměru. Nejprve klenutý klobouk se postupně plošně rozprostírá, během čehož se vyhrbuje jeho střed. Spodní část obvodu je lemována výrazně žlutým, vločkovitým povlakem. Pokožka je za vlhka slizká, za sucha matná, někdy s mírně vločkatým středem. Barvu má bílou, smetanovou až žlutavou.
Voskovité, bílé či smetanové lupeny jsou u třeně přirostlé až mírně sbíhavé, na klobouku jsou řídce uspořádané, ostří někdy obaleno obdobným vločkovým povlakem, co okraje klobouku. Výtrusný prach je bílý.
Válcovitý třeň je 3-8 cm dlouhý, tlustý, smetanový nebo se žlutavým nádechem, těsně pod kloboukem posetý žlutými vločkami, ve vlhku oslizlý, báze je zašpičatělá.
Dužnina je bílá, místy lehce nažloutlá. Chuťově slabě připomíná oříšky, slabá vůně je podobná ovoci, hořkým mandlím nebo pryskyřici.

## Užití
Jedlá houba.

## Ekologie
Šťavnatku žlutolemou najdeme od července do října na vápenitých půdách, spíše ve vyšších polohách. Roste jak pod listnatými (buky), tak i pod jehličnatými stromy (jedle, smrky), dále i na štěrkových krajích cest, v opadu či na travnatých mítinách. 

## Rozšíření
Nalezen byl druh v oblastech Evropy, Severní Ameriky, Kanárských ostrovů, Keni, Ruska, Japonska a Tchaj-wanu.

## Galerie

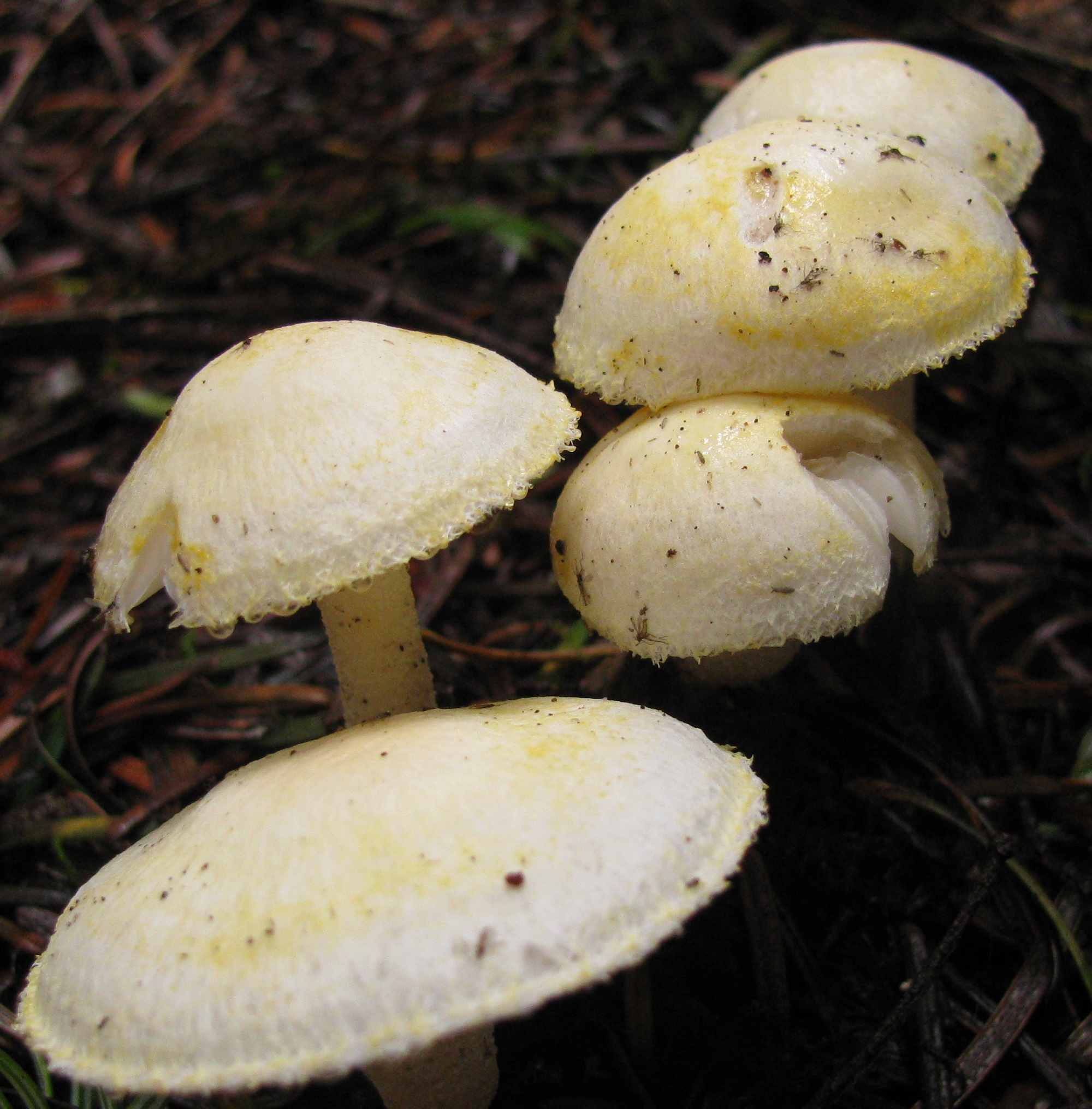
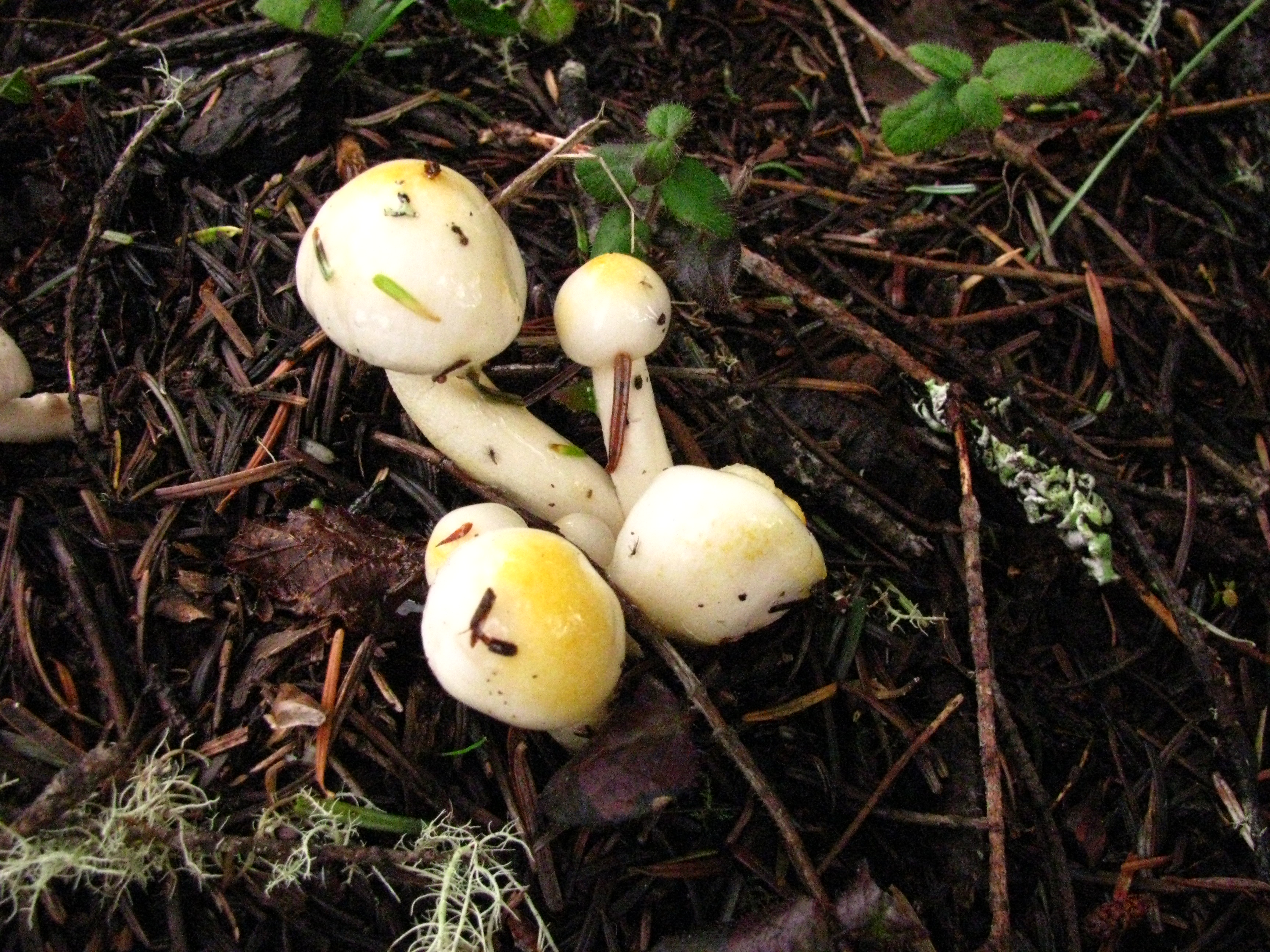
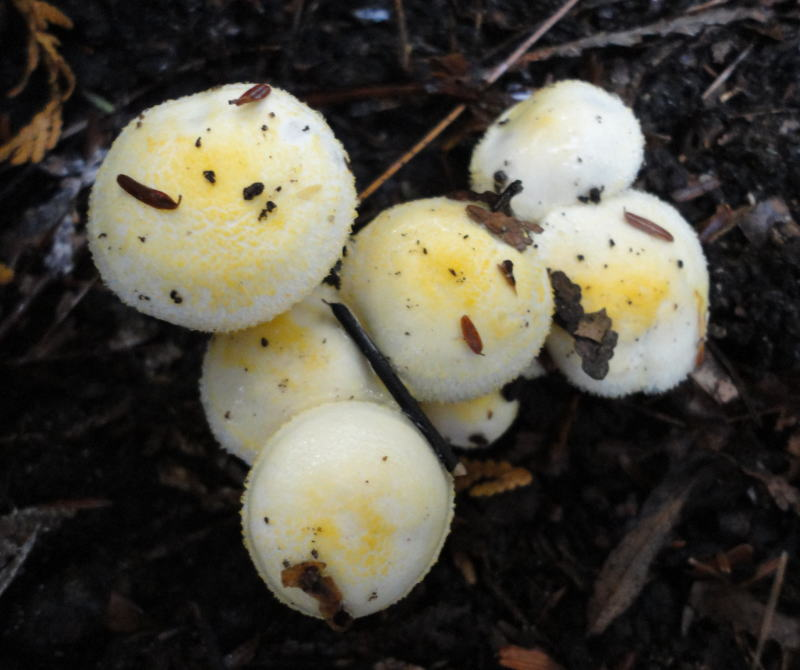
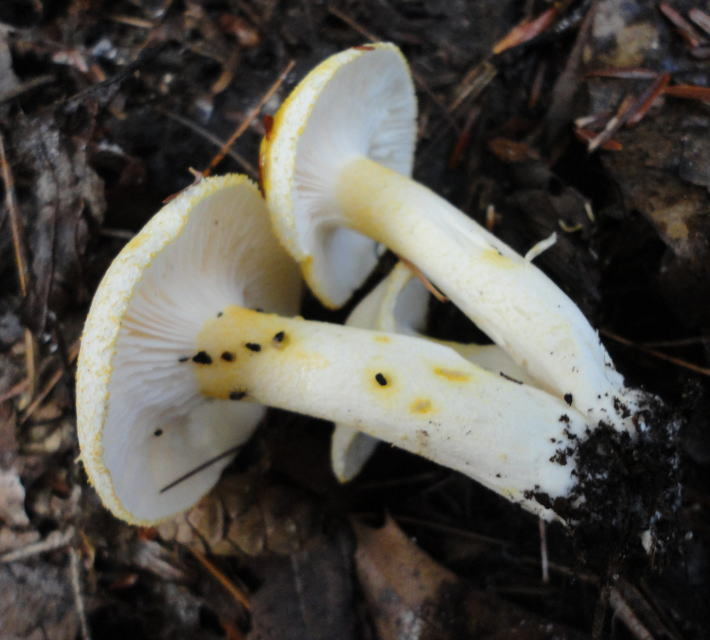
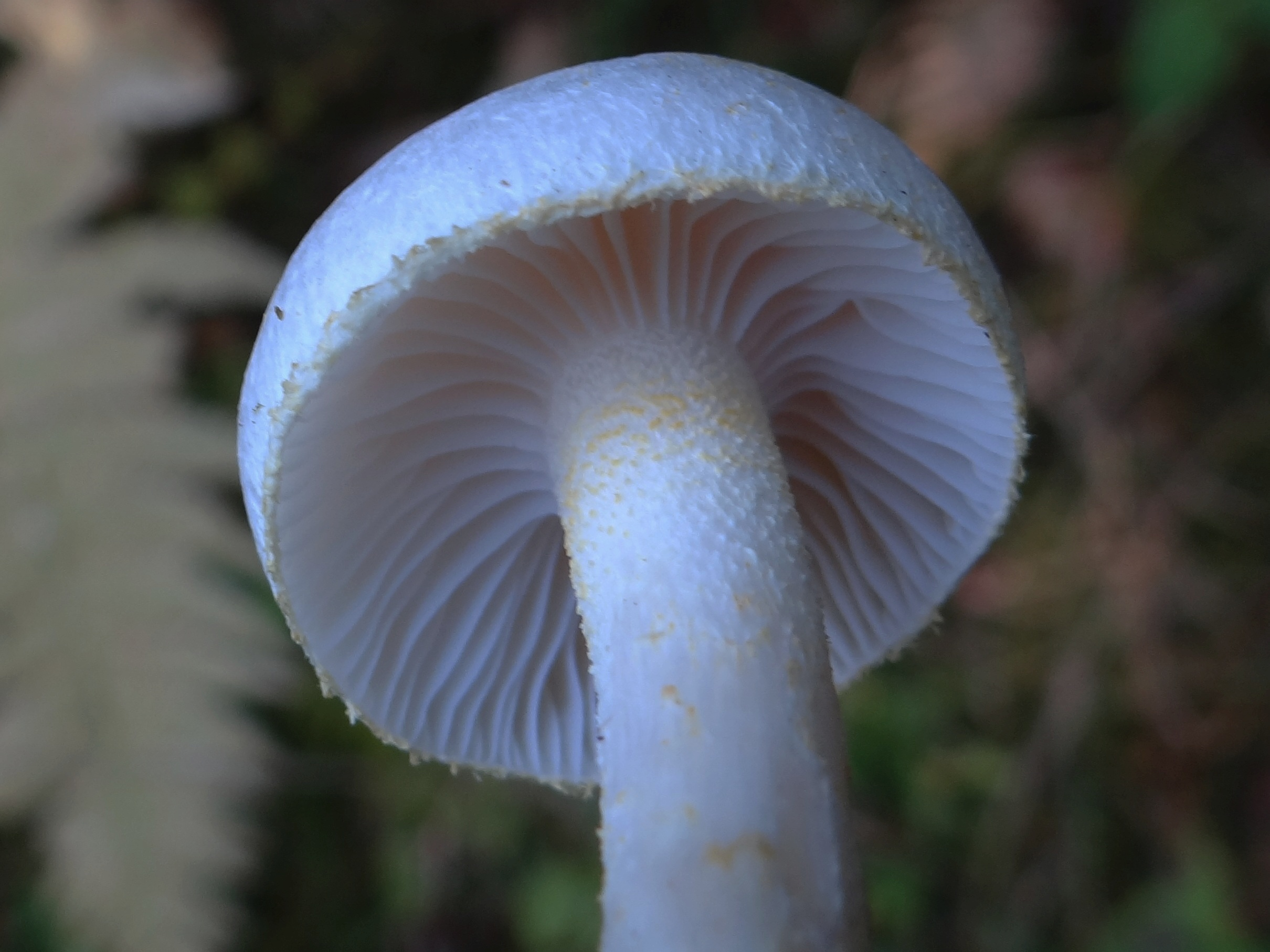

## Možnost záměny
- Šťavnatka drvopleňová (Hygophorus cossus)
- Šťavnatka rezavějící (Hygrophorus discoxanthus)
- Šťavnatka slonovinová (Hygrophorus eburneus)

Všem výše jmenovaným druhů chybí, na rozdíl od šťavnatky žlutolemé, výrazně žlutý obvod klobouku.